# Pedicularis longiflora
Pedicularis longiflora là loài thực vật có hoa thuộc họ Cỏ chổi. Loài này được Rudolph mô tả khoa học đầu tiên năm 1811.